# 脫髮
脫髮（alopecia）又稱掉髮（hair loss）、禿髮（baldness），俗称禿頭，是指以头发逐渐异常脱落为特征的损容性疾病；若是指或是身體其他部位或是動物體毛的脫落，汉语另称脱毛。
脫髮的嚴重程度可以從一個小範圍，乃至全身受影響。一般來說不會伴隨發炎或出現疤痕。

## 自然落髮
正常人的頭皮大約有10萬到15萬個毛囊左右，而亞洲人大約在10萬個毛囊。每天掉髮數量少於100根都算是正常的，而一般人平均頭髮生長的速度大約是1個月長1公分。
而每一個毛囊能長多久、多久會掉落，這種生長週期是由基因決定，更受到後天眾多的因素影響。例如：染燙受損、不適合過度刺激的洗髮精、頭皮感染、生活作息過度勞累、空气污染、荷尔蒙失调、飲食習慣口味過重等等。

### 毛髮的生長週期
毛髮並不是無止盡的一直生長，而是在毛囊的生長週期（hair cycle）下經歷3個階段：休止期（telogen）、生長期（anagen）和衰退期（catagen）。每一個階段中，皮膚下的毛囊會受到不一樣的刺激而產生不同反應，影響肉眼所見到的毛髮型態。處在休止期的毛囊，整體結構幾乎處於靜止且位於真皮層（dermis）中，毛囊底部的毛囊球(hair blub）結構消失，使得真皮乳突（dermal papilla）露出，而真皮乳突細胞在此時期排列較為緊密，呈現球狀。當毛囊接收到訊息，開始從休止期進入生長期時，位於毛囊隆突（bulge）的幹細胞開始活化，刺激其下方特定細胞進行細胞分裂，開始向下包覆增大的真皮乳突，形成毛囊球的結構並往下生長。進入生長期後，被包裹於毛囊球中的真皮乳突會刺激周圍細胞進行細胞分裂，接著細胞會接收到不一樣的訊息而開始分化成為毛囊內部的多層結構，如外根鞘（outer root sheath）、內根鞘（inner root sheath）、基質細胞（matrix cell）、髮幹（hair shaft）等，黑色素也漸漸開始生成，此時毛囊球的位置也會由真皮層漸漸往下生長至皮下組織中，髮幹的長度也同時增長而露出皮膚表層，形成肉眼可見之毛髮。
毛髮到生長期的尾聲就會準備進入衰退期，停止細胞分裂生長。毛球萎縮並準進入休止期的階段，也就是平時輕輕梳頭髮時會脫落的頭髮，等休止期結束就會開始冒出細髮，進入下一個生長期的階段。

## 異常脫髮
當每天掉髮量大於100根的時候，則可能是因為一些異常的現象造成落髮增加：
- 更年期
- 雄激素性脱发
- 處於長期壓力下[2]
- 長期熬夜
- 產後脫髮
- 女性脫髮
- 休止期脫髮
- 缺鐵性貧血
- 甲狀腺功能低下
- 游離輻射導致的脱髮
- 圓形禿
- 受到刺激物質造成長期反覆毛囊炎

脫髮較不常見的原因包括拉扯頭髮、使用特定藥物像是接受化療、愛滋病、甲狀腺機能低下，以及營養不良，例如缺鐵和蛋白質頭髮就會變黃、分叉；缺植物油、維生素A、蛋白質和碘時頭髮會發乾、無光澤、容易折斷；缺維生素B群時會出現脂溢性皮炎和頭髮脫落現象。而會表現出發炎或疤痕的脫髮原因包含真菌感染、紅斑性狼瘡、放射性治療與結節病。脫髮的範圍是診斷脫髮的重要指標之一。

## 脫髮治療
如果發現掉髮過量，建議盡早諮詢專業醫師評估並接受治療。
若選擇藥物治療，可以使用的藥物有米諾地爾（Minoxidil）或非那斯特萊（Finasteride），或是選擇植髮。圓禿的治療則可以在受到影響的區域注射類固醇，但必須長期注射才有效。
脫髮的問題非常常見。在50歲的族群中，大致有一半的男性與1/4的女性受到影響；也約有2%的人會在某個時間點開始圓禿。

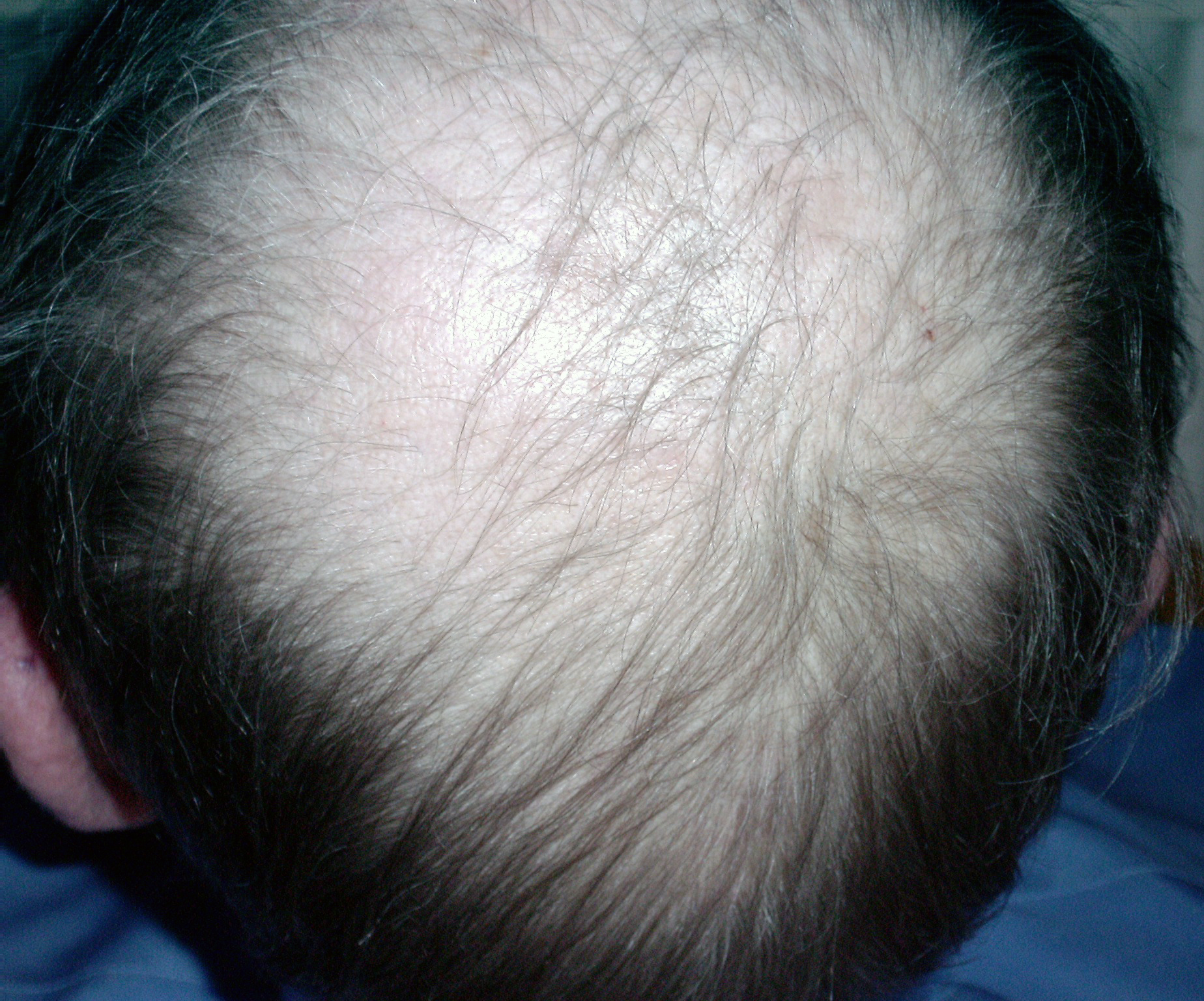
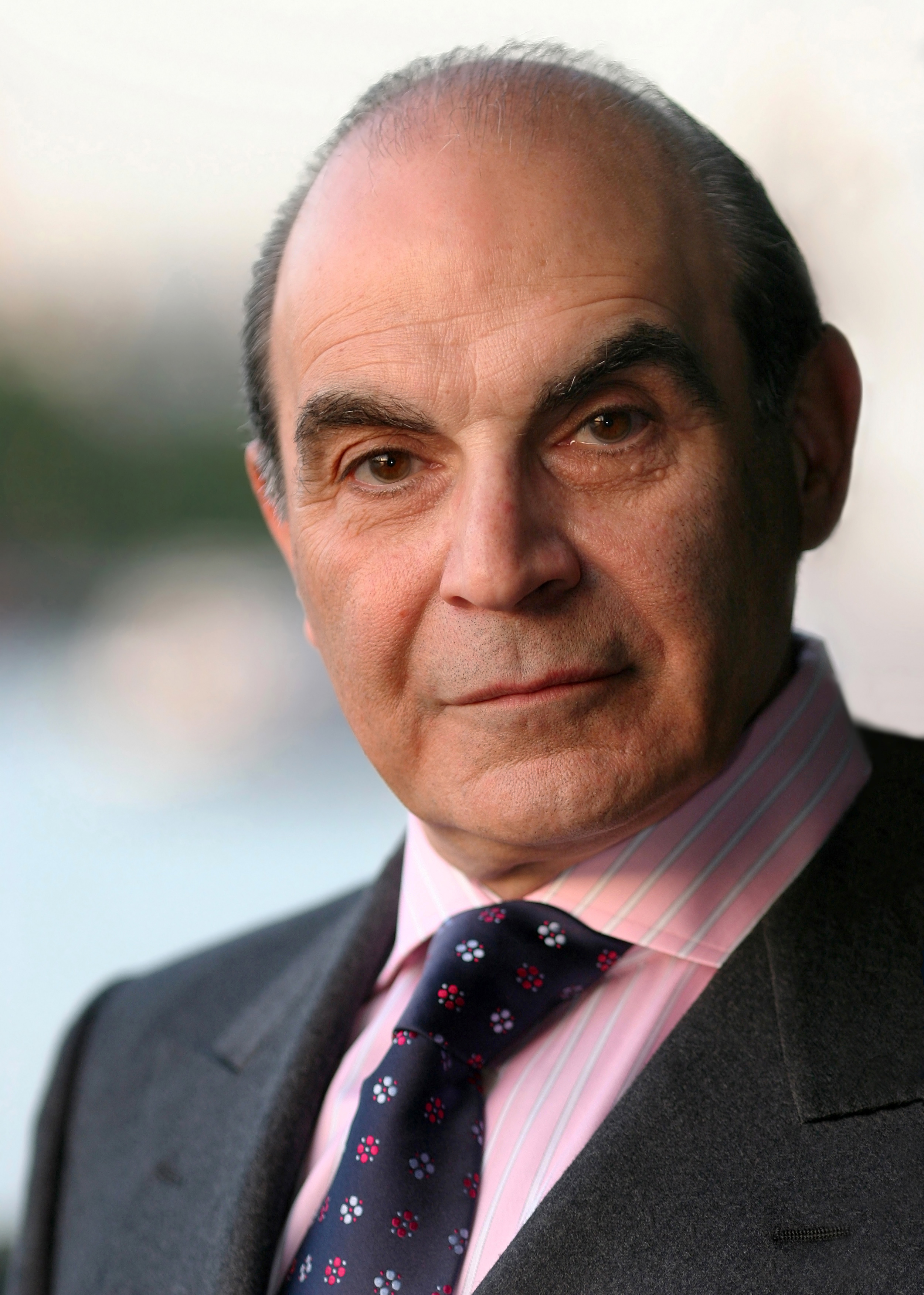
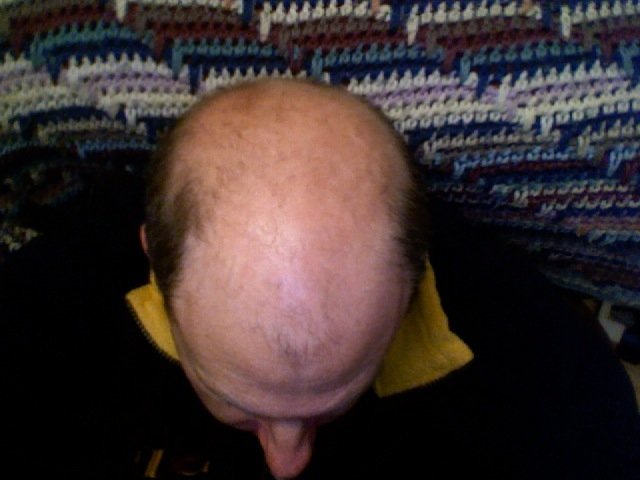
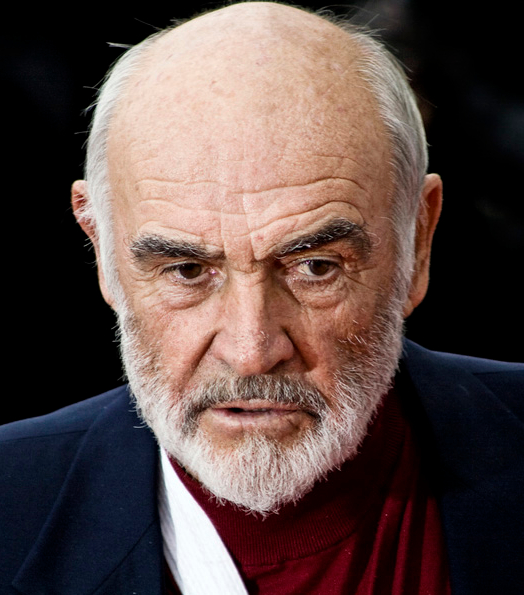

## 外部連結
- 维基共享资源上的相關多媒體資源：脫髮
- 维基词典中的词条「脫髮」